# 卡纳勒
卡纳尔（法語：Canals，法語發音：[kanal]）是法国奥克西塔尼大区塔恩-加龙省的一个市镇，属于蒙托邦区。

## 地理
卡纳勒（43°51'6"N, 1°17'31"E）面积7.35 平方千米，位于法国奧克西塔尼大區塔恩-加龙省，该省份为法国西南部内陆省份，北起顺时针与洛特省、阿韦龙省、塔恩省、上加龙省、热尔省和洛特-加龙省接壤。
与卡纳勒接壤的市镇（或旧市镇、城区）包括：弗龙通、康普萨、迪约庞塔勒、法巴、格里索勒。

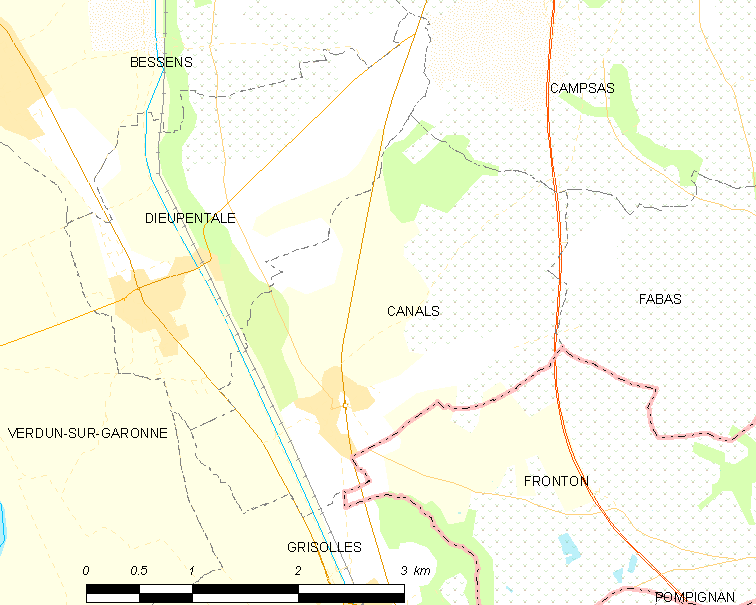
卡纳勒的OSM定位图

卡纳勒的时区为UTC+01:00、UTC+02:00（夏令时）。

## 图集

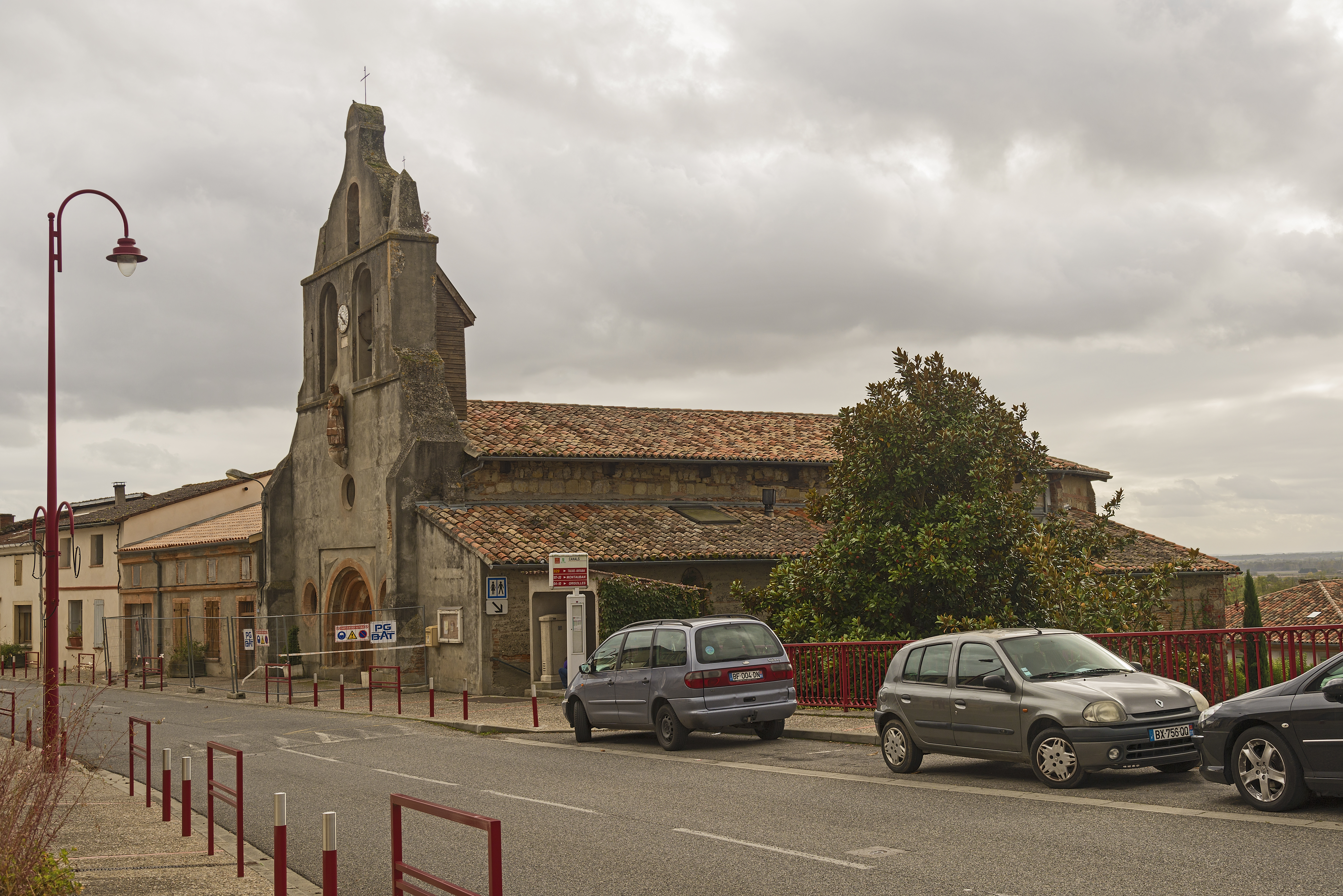
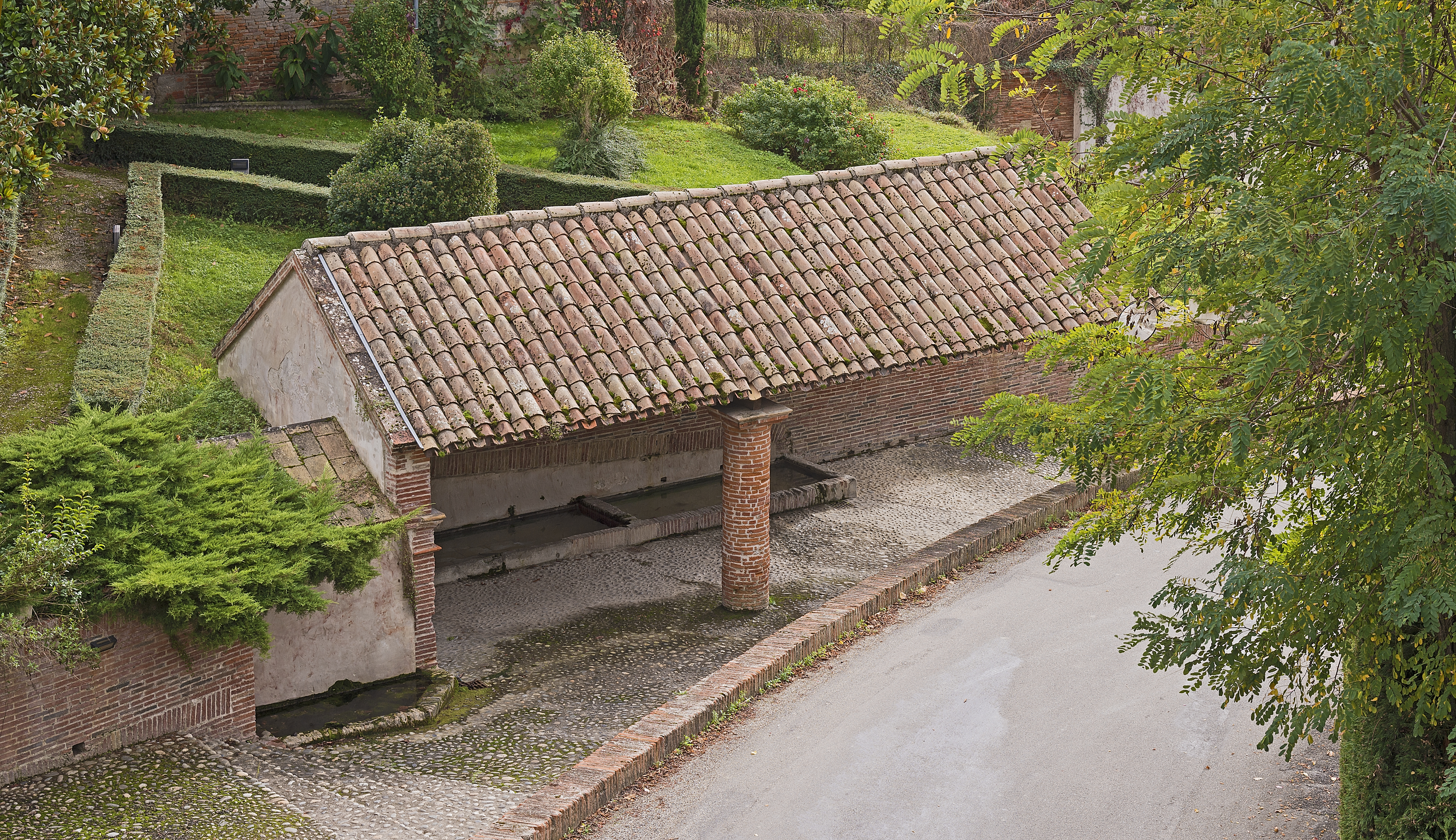

## 行政
卡纳勒的邮政编码为82170，INSEE市镇编码为82028。

## 政治
卡纳勒所属的省级选区为加龙河畔凡尔登县。

## 人口

1962-2008年间卡纳勒人口变化图示

卡纳勒于2022年1月1日时的人口数量为807人。